# فيردي تيجان
فيردي تيجان (بالإنجليزية: Ferdi Taygan)‏ مواليد 5 ديسمبر 1956 في وستر، ماساتشوستس، هو لاعب كرة مضرب أمريكي بدأ مسيرته كمحترف سنة 1977 يلعب باليد اليمنى. هو أحد أبطال الجراند سلام. أعلى تصنيف له في الفردي كان المركز الـ 67 في سنة 1979.

## بطولات حققها
- دورة رولان غاروس الدولية

## روابط خارجية
- فيردي تيجان على موقع رابطة محترفي التنس (الإنجليزية)
- فيردي تيجان على موقع الاتحاد الدولي لكرة المضرب (الإنجليزية)
- فيردي تيجان على موقع خلاصة التنس.كوم (الإنجليزية)